# Weihnachtsgrat
Der Weihnachtsgrat ist ein rund 400 m hoher Gebirgskamm der Mountaineer Range an der Borchgrevink-Küste im ostantarktischen Viktorialand. Er ragt an der Ostflanke des Wylde-Gletschers nördlich dessen Mündung in die Lady Newnes Bay auf.
Wissenschaftler der GANOVEX V (1988–1989) benannten ihn nach dem Umstand, dass sie hier 1988 Weihnachten feierten.